# Лендаха
Лендаха — река в Северо-Енисейском районе Красноярского края России, правый приток Большого Пита. Длина реки — 136 км, площадь водосборного бассейна — 1550 км².
Исток реки находится на юго-восточных склонах Полканского хребта Енисейского кряжа. В верховьях берега заболочены. Течёт в южном направлении. С юго-востока огибает Гранитный хребет. После впадения Левой Лендахи направление меняется на юго-восточное. Протекает по незаселённой местности, поросшей берёзово-пихтовой тайгой с примесью осины и сосны. Впадает в Большой Пит справа в 177 км от его устья ниже посёлка Брянка. Берега высокие, холмистые. В нижнем течении ширина русла достигает 96 м при глубине 0,5 м, скорость течения — 0,7-0,9 м/с.
Наиболее значительные притоки: Березовая (правый), Чалбухта (левый), Левая Лендаха (правый).

## Данные водного реестра
По данным государственного водного реестра России относится к Енисейскому бассейновому округу, речной бассейн реки — Енисей, речной подбассейн реки — Енисей между впадением Ангары и Подкаменной Тунгуски, водохозяйственный участок реки — Енисей от впадения реки Ангара до в/п села Ярцево.
Код объекта в государственном водном реестре — 17010400112116100027308.